# Brownimecia
Brownimecia (лат.) — ископаемый род муравьёв, единственный из подсемейства Brownimeciinae, одного из самых древних и примитивных среди всех групп семейства Formicidae.

## Описание
Вымершая группа мелких муравьёв. Длина около 3—4 мм. В усиках 12 члеников, последние два увеличенные. Жвалы серповидные, стебелёк состоит из 1 членика-петиоля. Найдены в янтаре Нью-Джерси и Северной Каролины (США). Возраст находок около 92 и около 77 млн лет, соответственно (меловой период, поздний мел, туронский ярус и кампанский ярус). В 2003 году род был выделен английским мирмекологом Болтоном в отдельное подсемейство Brownimeciinae Bolton, 2003. Род был назван в честь видного американского мирмеколога Уильяма Брауна (англ. William L. Brown Jr.), умершего в том же 1997 году, когда был описан новый вид и спустя несколько дней после рецензирования им рукописи статьи с первоописанием. В 2024 году в янтаре Северной Каролины был обнаружен и описан второй вид †Brownimecia inconspicua.
- Brownimecia clavata Grimaldi, Agosti et Carpenter, 1997
- Brownimecia inconspicua Sosiak et al., 2024